# 164
Évszázadok: 1. század – 2. század – 3. század
Évtizedek: 110-es évek – 120-as évek – 130-as évek – 140-es évek – 150-es évek – 160-as évek – 170-es évek – 180-as évek – 190-es évek – 200-as évek – 210-es évek
Évek: 159 – 160 – 161 – 162 –  163 – 164 – 165 – 166 – 167 – 168 – 169

## Események

### Római Birodalom
- Marcus Pompeius Macrinust (helyettese júliustól Ti. Haterius Saturninus) és Publius Juventius Celsust (helyettese Q. Caecilius Avitus) választják consulnak.
- Lucius Verus társcsászár Antiochiából Ephesusba hajózik, hogy ott feleségül vegye Marcus Aurelius 14 (vagy 16) éves lányát, Lucillát.
- A pártusoktól visszafoglalt Örményországban a rómaiak új fővárost alapítanak a lerombolt Artaxata helyett, Kainepoliszt.
- A pártus háborúban egyik fél sem indít hadműveleteket; a rómaiak a Mezopotámia elleni támadást készítik elő.

## Születések
- Bruttia Crispina, Commodus császár felesége

## Fordítás
- Ez a szócikk részben vagy egészben  a(z)   164 című angol Wikipédia-szócikk ezen változatának fordításán alapul.  Az eredeti cikk szerkesztőit annak laptörténete sorolja fel. Ez a jelzés csupán a megfogalmazás eredetét és a szerzői jogokat jelzi, nem szolgál a cikkben szereplő információk forrásmegjelöléseként.